# Eva Biasotto
Eva Biasotto (13 novembre 1994) è una calciatrice italiana, di ruolo attaccante.

## Palmarès
- Campionato italiano di Serie A2: 1

Res Roma: 2012-2013
- Migliore calciatrice Under-18 campionato Serie A2 2012-2013